# Condado de Donegal
O Condado de Donegal (Dún na nGall em irlandês) é um condado da República da Irlanda, na província de Ulster, no norte do país (na verdade, este é o condado mais setentrional da República e de toda a ilha). Embora a maior cidade seja Letterkenny, a capital é Lifford.
Além do Oceano Atlântico a oeste e norte, Donegal tem como vizinhos os condados de Londonderry, Tyrone e Fermanagh a sudeste (todos na província do Ulster, mas parte da Irlanda do Norte) e Leitrim (Connacht) a sul.

## História
Donegal esteve povoado há mais de 9.000 anos e é conhecido por seus restos arqueológicos; os agricultores pré-cristãos deixaram numerosas sepulturas e vestígios de procedência celta.
No sul, Lough Derg é um famoso lugar de peregrinação enquanto que a cidade de Donegal tem um mosteiro franciscano que data do século XVII.